# Tỳ linh Nhật Bản
Tỳ linh Nhật Bản (tiếng Nhật: ニホンカモシカ Nihon kamoshika, tiếng Anh: Japanese serow, danh pháp hai phần: Capricornis crispus) là một loài động vật có hình dạng nửa giống dê nửa giống linh dương, thuộc lớp thú guốc chẵn. Địa bàn sống phân bố ở các khu rừng thưa tại Nhật Bản, chủ yếu ở miền Bắc và miền Trung đảo Honshu. Loài động vật này là biểu tượng quốc gia của Nhật Bản và được bảo vệ tại nhiều khu bảo tồn.
Tỳ linh Nhật Bản trưởng thành khi đứng cao khoảng 81 cm (32 in) và cân nặng 30–45 kg (66–99 lb). Lông có màu đen pha chút trắng, màu lông sáng rõ vào mùa hè. Bộ lông mao rất rậm rạp, đặc biệt là chiếc đuôi. Cả hai giới đều mọc sừng ngắn, cong ngược và rất khó phân biệt bằng mắt thường. Tỳ linh Nhật Bản sinh sống trên rừng núi rậm rạp, chúng ăn lá, chồi và quả sồi. Đây là loài hoạt động vào ban ngày, kiếm ăn vào lúc sáng sớm và lúc chiều tối. Tỳ linh sống đơn độc, hoặc tụ tập thành một cặp đực cái hay bầy đàn nhỏ. Chúng đánh dấu lãnh thổ bằng dung dịch có mùi ngọt - chua tiết ra từ tuyến ngoại tiết trước ổ mắt, con đực và con cái có lãnh thổ riêng biệt, phạm vi lãnh thổ cũng có khả năng chồng chéo lên nhau.
Vào giữa thế kỷ 20, tỳ linh Nhật Bản bị săn bắt đến gần tuyệt chủng. Năm 1955, chính phủ Nhật Bản thông qua một đạo luật chỉ định loài này là một "báu vật đặc biệt quốc gia" nhằm bảo vệ loài khỏi nạn săn trộm. Quần thể loài tỳ linh phát triển số lượng lên từ đó, Sách đỏ IUCN về động vật bị đe dọa xếp chúng là "loài ít quan tâm". Do có báo cáo và khiếu nại từ kiểm lâm và nông dân vào năm 1979 nên các luật cũ năm 1955 bị bãi bỏ. Kể từ đó, tỳ linh được bảo tồn tại 13 khu bảo tồn thuộc 23 tỉnh của Nhật Bản, tỳ linh sống bên ngoài khu bảo tồn bị xếp vào nhóm thải loại, là loài phá hoại. Giới bảo tồn gọi chúng là "báu vật sống của quốc gia trong rừng xanh". Vận động viên thể thao có sự nhanh nhẹn, tốc độ vượt trội thường được so sánh với tỳ linh. Công ty xe môtô Yamaha đã tung ra thị trường loại xe đua Yamaha XT 225 đặt tên Yamaha Serow (tỳ linh Yamaha).

## Phân loại
Coenraad Jacob Temminck mô tả tỳ linh Nhật Bản lần đầu năm 1836, với danh pháp Antilope crispa. John Edward Gray đặt danh pháp hiện tại của loài vào năm 1846. Pierre Marie Heude đề xuất nhóm và phân loài mới trong một hệ thống xuất bản vào năm 1898; Capricornis trở thành Capricornulus, nó bao gồm crispus, pryerianus, và saxicola. Hệ thống phân loại này đã không được chấp nhận.
Không có bất kỳ hóa thạch nào của loài tỳ linh Nhật Bản được tìm thấy; vì vậy lịch sử tiến hóa của tỳ linh và mối quan hệ gần gũi của chúng với loài sơn dương Đài Loan (Capricornis swinhoei) là đầu mối nghiên cứu. Cách phân loại hiện tại đã gọi loài tỳ linh là "hóa thạch sống". Nghiên cứu nhân tế bào xác định đây là loài sớm nhất phân chia từ tổ tiên chung Capricornis. Họ hàng gần của loài này là sơn dương Đài Loan (Capricornis swinhoei). Về mặt di truyền, có rất ít sự khác biệt giữa hai loài tỳ linh Nhật Bản và sơn dương Đài Loan; kiểu nhân tế bào của chúng về cơ bản là giống nhau: 2n=50, FN=60. Sơn dương Đài Loan có kích thước nhỏ hơn và có lông ngắn hơn, lông có màu nâu, có một mảng lông trắng dưới cằm và họng.

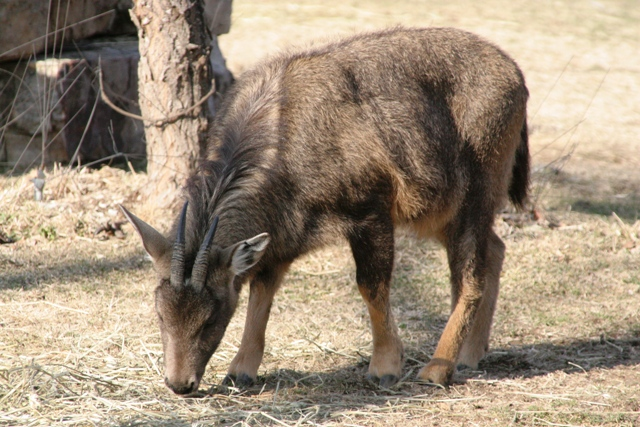
Capricornis đôi khi được phân loại thuộc chi Naemorhedus cùng với những loài Ban linh (goral) (hình ảnh: Naemorhedus caudatus hoặc tỳ linh đuôi dài).

Capricornis là tổ tiên phát sinh các loài có đặc điểm gần giống với dê và cừu hơn là giống với bò nhà. Thuật ngữ và tính trạng của đơn vị phân loại Capricornis không được giải quyết hoàn toàn. Một số nhà nghiên cứu xem xét Capricornis là một danh pháp đồng nghĩa cơ sở của Naemorhedus, một phân loại bao gồm các loài goral (Ban linh); nhưng phân tích phân tử không chứng thực phân loại này. Capricornis có răng nanh ngắn, trong khi đó loài Naemorhedus thường không có răn nanh.
Ở Nhật Bản, tỳ linh được biết đến rộng rãi như hươu, mặc dù hươu và tỳ linh không cùng nhóm loài. Trước đây, từ kamoshika trong tiếng Nhật sử dụng ký tự Trung Quốc để chỉ shika, nghĩa là "hươu". Hiện nay, viết bằng ký tự Trung Quốc được dùng để chỉ "linh dương" hay "cừu". Đôi khi cách viết tỳ linh gây nhầm lẫn với lợn rừng.

## Hình thái và giải phẫu học
Tỳ linh Nhật Bản  là loài thuộc họ trâu bò nhỏ, chúng có hình thái nguyên thủy liên quan đến các loài nhai lại khác. Chúng có một cơ thể chắc nịch với kích thước lớn tương đối ở cả con đực và con cái, và cả vùng địa lý khác nhau; khi đứng, bờ vai cao khoảng 70–85 cm (28–33 in) (70–75 cm (28–30 in)) và cân nặng 30–45 kilôgam (66–99 lb). Móng guốc chẻ đôi. So với tỳ linh lục địa, tai ngắn hơn, lông thường dài hơn và mịn như len — vào khoảng 10 cm (3,9 in) trên thân. Chúng có một chiếc đuôi rậm khoảng 6–6,5 cm (2,4–2,6 in) và không có bờm.
Lông trắng nhạt quanh cổ, toàn thân màu đen, có nhiều đốm trắng trên lưng, một số tỳ linh có màu nâu sẫm hay màu hơi trắng; lông có màu sáng hơn vào mùa hè. Có ba tuyến da phát triển tốt: tuyến ngoại tiết trước ổ mắt có kích thước lớn ở cả con đực và cái, kích thước tăng theo tuổi của con vật; tuyến mùi hương kém phát triển trên cả bốn chân, và tuyến ngoại tiết sinh dục. Tỳ linh trưởng thành có 32 răng hàm cố định khi được 30 tháng tuổi, có nha thức là {\displaystyle {\tfrac {0.0.3.3}{3.1.3.3}}}. Mặt bên trong của răng trở nên đen kịt, dính chất khó loại bỏ, giống như nhựa cây. Lưỡi có hình dạng chữ V.

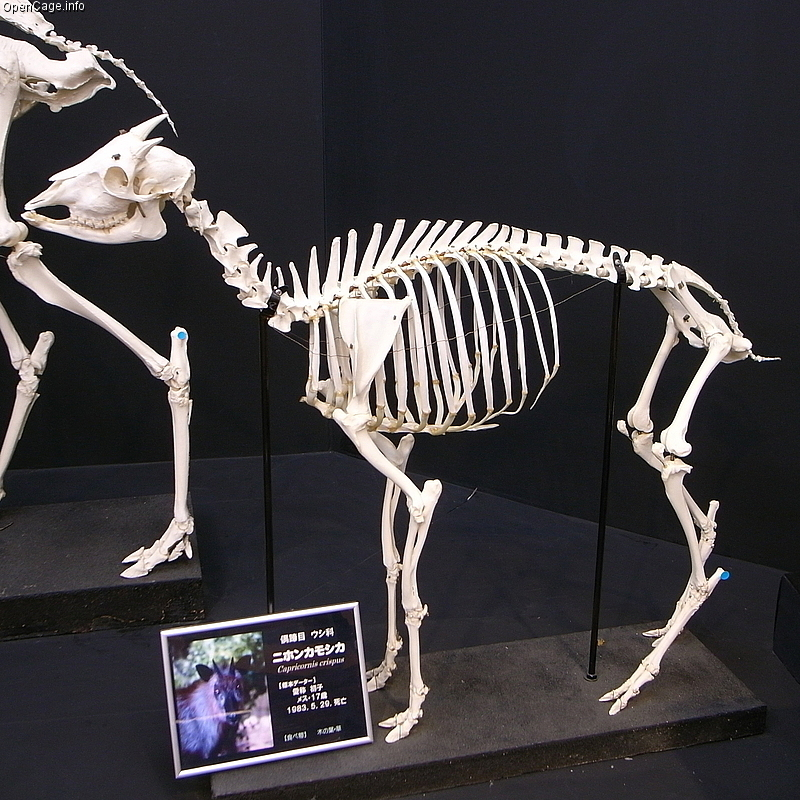
Bộ xương Capricornis crispus tại vườn thú Oji ở Kobe, Nhật Bản

Dị hình giới tính không phát triển mạnh; kích thước cơ thể, tăng trưởng, tỷ lệ sống sót và thói quen ăn uống cho thấy khác biệt không đáng kể. Cả con đực và con cái đều có sừng ngắn, cong ngược dài khoảng 12–16 cm (4,7–6,3 in); vỏ sừng có một loạt vòng tròn quấn ngang. Sừng bắt đầu phát triển khi tỳ linh được khoảng bốn tháng tuổi và tiếp tục phát triển suốt tuổi đời của chúng.
Môi trường ảnh hưởng đến kích thước vòng tăng trưởng đầu tiên. Kích thước, độ cong, độ dày và số vòng tròn quấn ngang là dấu hiệu tuổi tác. Khi đạt hai năm tuổi, vòng tròn quấn ngang trên vỏ sừng dày hơn, chiều dài lớn và uốn nhiều hơn ở con trưởng thành; khi đến giai đoạn trưởng thành, vòng sừng mỏng hơn buộc vòng quấn ngang dày lên. Con cái tăng trưởng chậm lại ở độ tuổi trưởng thành sớm hơn so với con đực. Các nhà nghiên cứu dựa vào cơ quan sinh dục và hành vi tình dục để phân biệt giữa đực và cái. Tỳ linh cái có hai cặp vú.
Tỳ linh có thính giác nhạy cảm  và thị lực mạnh, giúp chúng phát hiện, phản ứng với tiếng động từ khoảng cách xa, chúng cũng có khả năng nhìn rõ trong ánh sáng mờ. Nhờ khứu giác tốt, tỳ linh có thể quan sát khi chúng nâng đầu lên và hít thở không khí xung quanh.

## Tập tính

### Phân bố và môi trường sống
Capricornis crispus là động vật nhai lại thuộc họ trâu bò hoang dã duy nhất tại Nhật Bản, và là loài đặc hữu tại ba trong bốn đảo chính của Nhật Bản: phân bố chủ yếu tại miền bắc và miền trung đảo Honshu, nhiều khu vực có diện tích nhỏ tại đảo Shikoku và đảo Kyushu. Chúng có thể chịu được khí hậu lạnh và tuyết rơi tốt hơn tỳ linh sống trong lục địa. Đây là loài động vật sống đơn độc, theo cặp, hoặc trong nhóm bầy đàn nhỏ tại đồng cỏ thông thoáng hay rừng ở độ cao khoảng 1.000 mét (3.300 ft), chúng nghỉ ngơi trong hang động. Loài này thích sống trong rừng rụng lá ôn đới, nhưng cũng thấy có mặt trong rừng lá rộng hoặc rừng lá kim, nơi có nhiều loài thực vật như fagus crenata, quercus mongolica, hoặc lãnh nguyên núi cao và rừng tùng bách. Mật độ cá thể thấp, trung bình khoảng 2,6 trên kilômét vuông (6,7/sq mi), và không lớn hơn 20 trên kilômét vuông (52/sq mi).

### Lãnh thổ

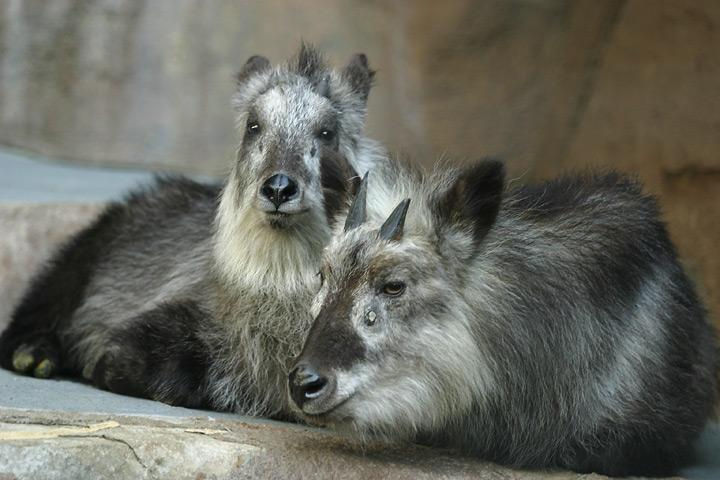
Tỳ linh Nhật Bản sống đơn độc hoặc theo nhóm gia đình nhỏ.

C. crispus là loài có tập tính hồi hương và xâm chiếm lãnh thổ. Chúng đánh dấu lãnh thổ bằng cách tiết lên trên các cây xanh một chất dịch có mùi được tiết ra từ tuyến dịch nằm trước ổ mắt. Con đực và con cái thiết lập lãnh thổ riêng biệt, phạm vi chồng chéo, thường khoảng 10–15 hécta (25–37 mẫu Anh), con đực thiết lập lãnh thổ thường rộng hơn con cái. Tranh chấp lãnh thổ của nhau là khá hiếm, nhưng một con tỳ linh có thể phản ứng giận dữ khi lãnh thổ sống của chúng bị xâm phạm. Loài này là mồi của vài động vật ăn thịt, như sói Nhật Bản đã tuyệt chủng; gấu cũng săn tỳ linh. Chúng chạy trốn với một tiếng thở huýt sáo khi phát hiện nguy hiểm. Đây là loài rất nhanh nhẹn, có thể vững chân ở núi dốc, có khả năng chạy nước rút lên núi dốc cao và nhảy từ vách đá cheo leo xuống một cách an toàn, sự nhanh nhẹn của chúng được ví với ninja.

### Khẩu phần
Tỳ linh Nhật Bản hoạt động ban ngày gặm chồi non, ăn vào buổi sáng sớm và chiều tối, chủ yếu vào phần thân lá hoặc quả tùng bách, chồi cây và quả đấu. Chúng ăn lá tống quán sủ, cây lách, kim lũ mai Nhật Bản (Hamamelis Japonica) và liễu sam. Chúng điều chỉnh chế độ ăn uống phù hợp với nguồn thức ăn có sẵn tại địa phương. Loài là động vật nhai lại với một dạ dày có bốn ngăn. Các nghiên cứu về loài đã cho thấy ngay cả mùa đông khắc nghiệt tác động không đáng kể vào lượng thức ăn của tỳ linh, điều này có thể là do cấu trúc xã hội đơn độc của loài, tỳ linh chọn lãnh thổ đảm bảo nguồn cung cấp thức ăn đầy đủ. Đại tiện xảy ra thường xuyên chỉ tại một địa điểm.

### Bệnh tật
Tuổi thọ của loài có thể lên đến 20–25 năm. Virus Parapoxvirus là loài kí sinh phổ biến nhưng hiếm khi gây tử vong. Nhiễm trùng gây ra sẩn và nốt sần trên da. Một căn bệnh da liễu khác là viêm da mụn mủ truyền nhiễm. Vi khuẩn kí sinh như E. coli và Lyme borreliosis khá phổ biến, có báo cáo phát hiện vi khuẩn Toxoplasma gondii trên tỳ linh. C. crispus nhạy cảm với nhiều ký sinh trùng, chẳng hạn như giun ruột Trichuris discolor và giun phổi Protostrongylus shiozawai.

### Sinh sản
Capricornis crispus là loài cặp đơn theo bầy. Con cái động dục khi được 30 tháng tuổi. Giao phối lần đầu tiên diễn ra vào khoảng 2,5-3 năm tuổi, mùa sinh sản xảy ra mỗi năm một lần, giữa tháng 9 và tháng 1. Trong một cuộc tán tỉnh tương tự như dê hay linh dương gazen, tỳ linh đực liếm vào miệng con cái, hai chân trước của con đực cưỡi lên hai chân sau của tỳ linh cái, và cọ xát cơ quan sinh dục con cái bằng cặp sừng của nó. Cả hai giới đều thể hiện phản ứng flehmen.
Sinh sản diễn ra giữa tháng Sáu và tháng Tám sau một thai kỳ kéo dài khoảng 210–220 ngày. Sinh con non mất khoảng nửa giờ, sau đó con cái có thể đứng lên và đi lại. Con non duy nhất cao khoảng 30 cm (1 ft) và đạt đến chiều cao trưởng thành trong một năm. Tỳ linh con ở lại với mẹ nó khoảng một hoặc hai năm. Sau đó di chuyển dần ra khỏi phạm vi lãnh thổ của mẹ cho đến khi có thể thiết lập lãnh thổ riêng của nó. Tỳ linh con không thiết lập vùng lãnh thổ riêng của nó sẽ đến lúc bị tỳ linh mẹ xua đuổi.

C. crispus trong môi trường tự nhiên
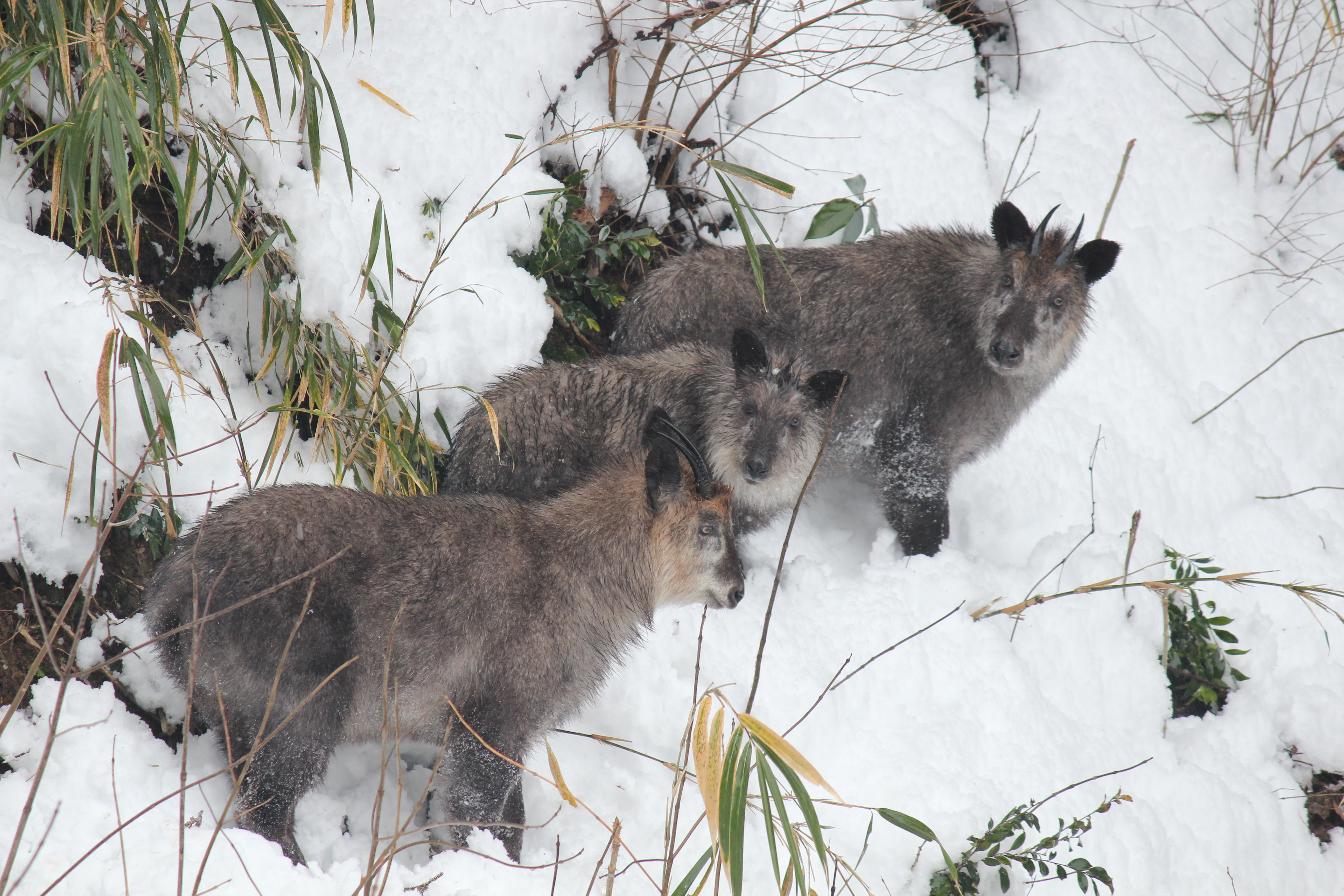
Ba con tỳ linh vững chân trên mặt tuyết nghiêng dốc.
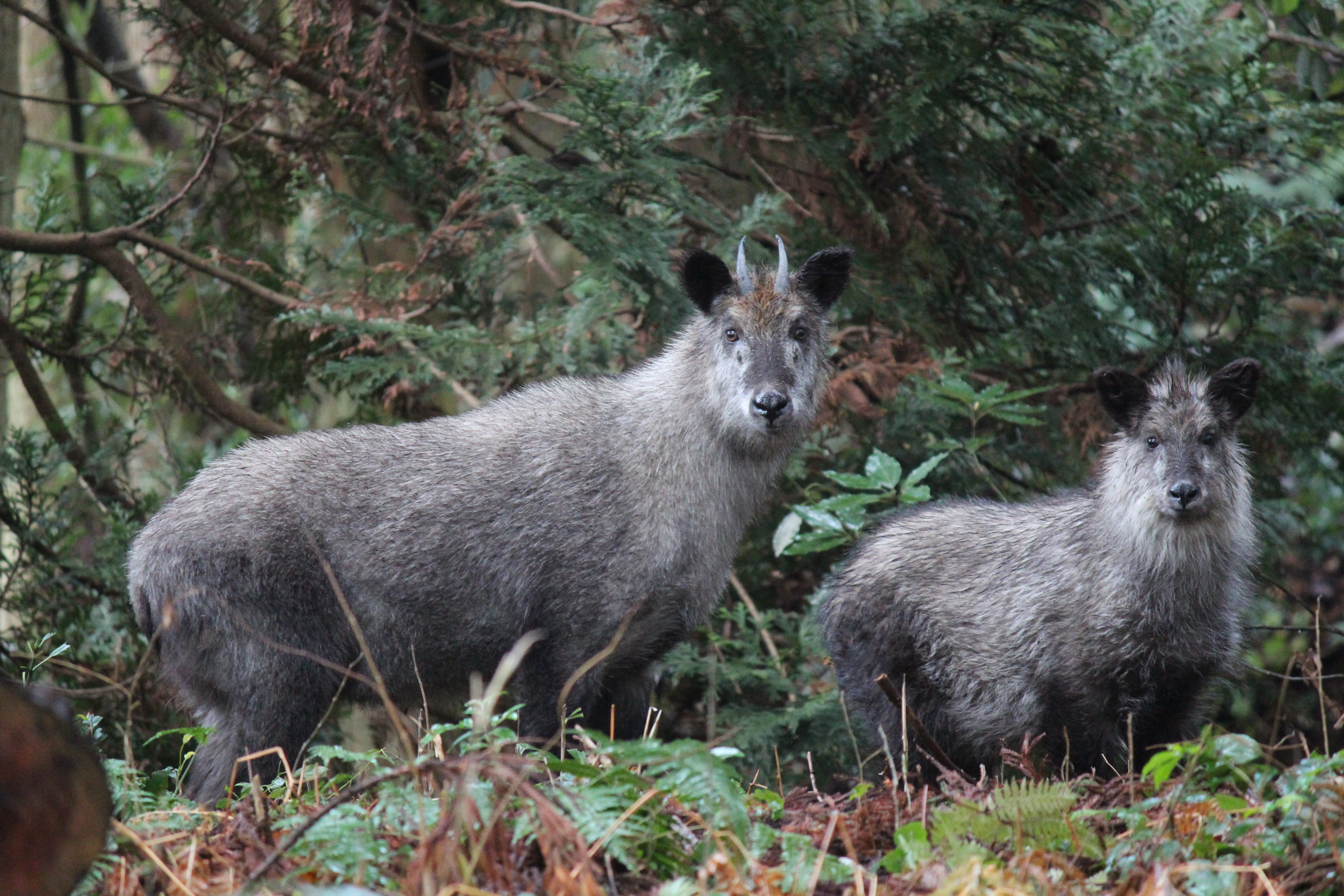
Tỳ linh mẹ và con non.
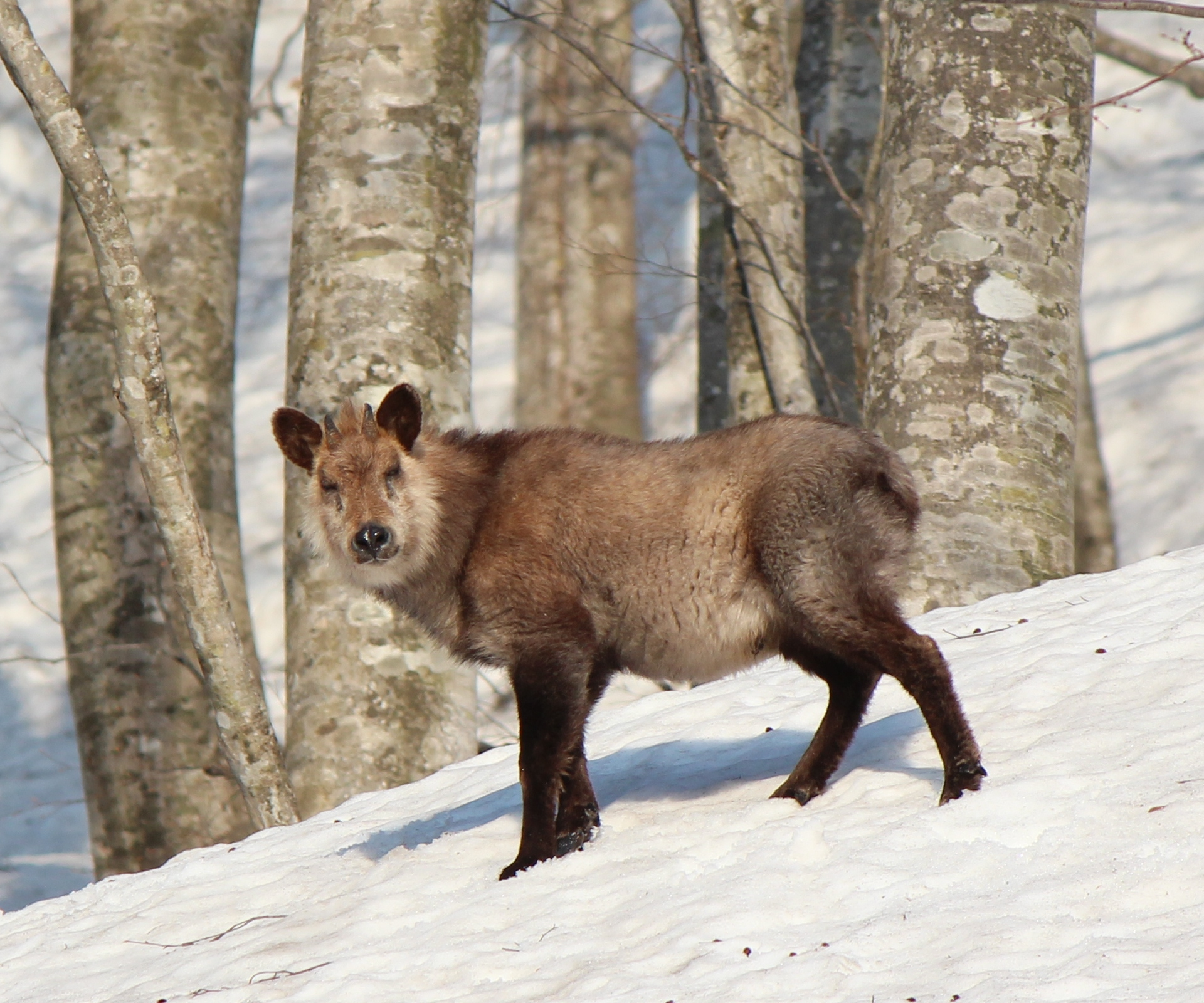
Một con tỳ linh tại núi Sanpōiwa thuộc vùng núi Ryōhaku.

## Quan hệ với con người
Ghi nhận lịch sử sớm nhất liên quan đến sự tiếp xúc của con người với loài tỳ linh là việc các nhà khảo cổ khai quật được một số lượng nhỏ xương thời kỳ Jōmon tại các khu vực vùng núi. Các nghiên cứu suy đoán tỳ linh bị săn lùng để lấy da và lấy thịt. Ghi chép sớm nhất là Nhật Bản thư kỷ (viết vào năm 720) đã ghi: Thiên hoàng Tenmu (thời kỳ trị vì 672–686) gửi bộ da của một con yamashishi đến các đại thần trong triều; yamashishi này có thể đề cập đến tỳ linh, và những phần nội dung tương tự khác cũng trong Nhật Bản thư kỷ.
Man'yōshū thế kỷ 8 chứa một bài thơ waka của Kakinomoto no Hitomaro đề cập đến một nhóm shishi; một số nhà văn đã kết luận con vật này là tỳ linh, nhưng một số nhà văn khác lưu ý rằng tỳ linh bình thường sống đơn độc. Tài liệu thời kỳ Heian (794–1185) có ghi lại cặp sừng tỳ linh làm quà tặng được mang đến kinh đô. Công trình y học sớm nhất còn tồn tại ở Nhật Bản, Daidōruijuhō (năm 808) ghi chép về việc sử dụng sừng và thịt tỳ linh cho mục đích y học.

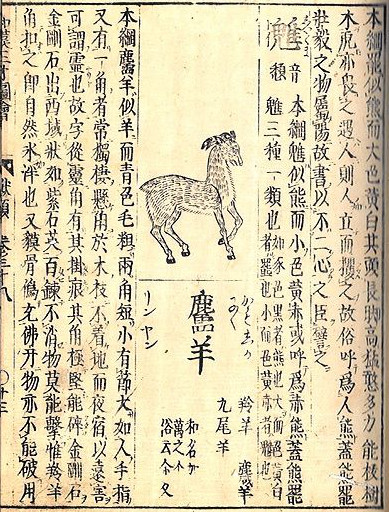
Một mục từ viết về tỳ linh trong bách khoa toàn thư năm 1712 Wakan Sansai Zue

Trong nhiều thế kỷ từ sau thời kỳ Heian, thông tin đề cập đến tỳ linh hầu như khan hiếm. Một nguồn tin cho rằng loài vẫn bị săn bắt để phục vụ y học. Thời kỳ Edo (1603-1868) các ghi chép bắt đầu nhiều hơn. Bách khoa toàn thư Wakan Sansai Zue năm 1712 chứa một mục minh họa tỳ linh. Luật cấm săn bắn (生類憐れみの令) đã có hiệu lực, ngoại trừ những khu vực trồng trọt thường bị tỳ linh phá hoại. Kể từ thời kỳ Minh Trị Duy tân năm 1868, mô tả thực tế về loài tỳ linh lần đầu được ghi lại trong một chuyên khảo Fauna Japonica của Keisuke Ito (năm 1870).

### Săn bắn và bảo tồn
Tỳ linh từ lâu đã bị săn bắt ở Nhật Bản, đặc biệt là ở miền bắc Nhật Bản, nơi mà hoạt động săn gấu, săn tỳ linh gắn liền với văn hóa matagi. Khắp các vùng miền núi ở Nhật Bản, tỳ linh là loài rất có giá trị, các bộ phận khác nhau trên cơ thể của chúng đều được sử dụng không bị lãng phí. Đặc biệt đắt giá nhất là thịt - cho đến giữa thế kỷ 20, ở những vùng có tỳ linh, tên của chúng dùng để chỉ "thịt". Da tỳ linh không thấm nước sử dụng để che xà nhà. Sừng dùng nghiền làm thuốc trị các bệnh như tê phù. Ngoài ra, còn có một số loại thuốc chữa đau bụng được bào chế từ ruột non và túi mật tỳ linh.
Ban đầu tỳ linh là loài động vật cư trú ở những khu rừng sâu xa khu dân cư, nhưng càng về sau tỳ linh Nhật Bản ngày càng thâm nhập vào các vùng làng mạc. Vùng phía tây đảo Honshū, chúng đã bị tuyệt chủng vào thế kỷ thứ 20. Ở những nơi khác loài bị săn bắt đến mức độ nghiêm trọng khiến chính phủ Nhật Bản phải tuyên bố đây là "loài không được săn" trong một đạo luật săn bắn năm 1925. Năm 1934, Luật Bảo vệ Di sản Văn hóa xem tỳ linh là một "loài báu vật thiên nhiên".
Hoạt đông săn trộm vẫn tiếp tục diễn ra, vì vậy năm 1955 chính phủ tuyên bố tỳ linh Nhật Bản là một "báu vật thiên nhiên đặc biệt"  thời điểm đó tình trạng săn bắn quá mức làm số lượng chúng giảm xuống còn 2000–3000. Số lớn loài này được cảnh sát bảo vệ nhằm chấm dứt nạn săn bắt, sau thời kỳ chiến tranh hoạt động trồng cây gây rừng tạo ra môi trường thuận lợi cho nhiều loài động vật. Đến năm 1980, dự báo số lượng loài tỳ linh đã tăng lên đến 100.000, phạm vi phân bố mở rộng tới 40.000 kilômét vuông (15.000 dặm vuông Anh). Từ năm 1978 đến 2003, phân phối loài tăng lên 170%, và quần thể trở nên ổn định.

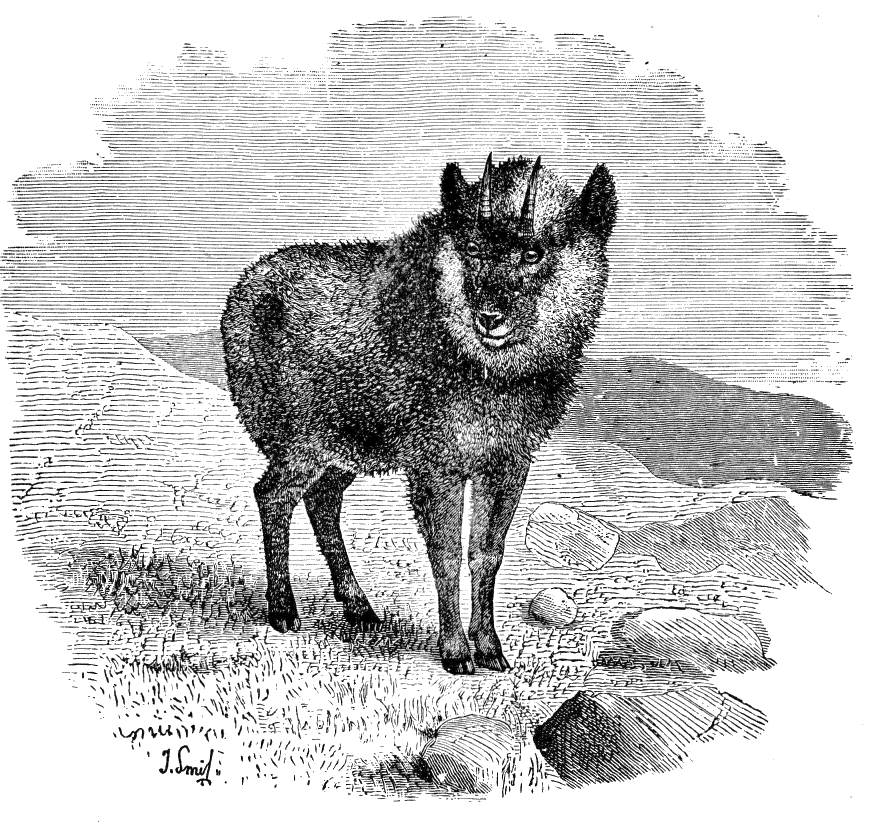
Capricornis crispus, hoặc tỳ linh Nhật Bản (Frank Evers Beddard, 1902)

Xung đột giữa ngành nông nghiệp và lâm nghiệp dẫn đến việc bãi bỏ luật bảo vệ đầy đủ động vật vào năm 1978, sau thời gian có hiệu lực từ năm 1955. Từ đó 13 khu vực bảo tồn được thành lập tại hơn 23 tỉnh của Nhật Bản. Chiếm khoảng 20% số lượng tỳ linh, có tổng diện tích là 11.800 kilômét vuông (4.600 dặm vuông Anh) và kích thước khu nhỏ nhất là 143 kilômét vuông (55 dặm vuông Anh) đến khu lớn nhất có diện tích 2.180 kilômét vuông (840 dặm vuông Anh). Hoạt động săn bắn chọn lọc đã loại bỏ 20.000 con tỳ linh bên ngoài các khu bảo tồn từ năm 1978 đến 2005.
Sách đỏ IUCN về động vật bị đe dọa xếp tỳ linh Nhật Bản là "loài ít quan tâm" vào năm 2008, vì chúng phân bố rộng rãi ở Nhật Bản, số lượng lớn, tăng trưởng ổn định. Luật Bảo vệ Di sản Văn hóa và Luật Săn bắn và Bảo vệ thiên nhiên hoang dã cung cấp cơ sở pháp lý để bảo vệ loài tỳ linh Nhật Bản. Năm 1979, Vụ Văn hóa, Cơ quan môi trường, và Cơ quan Lâm nghiệp đã đạt được một thỏa thuận chung về biện pháp quản lý tỳ linh, chẳng hạn như thành lập các khu vực bảo vệ và săn chọn lọc kiểm soát dịch hại. Biện pháp này gặp sự phản ứng kịch liệt từ các nhà bảo tồn, tổ chức tự nhiên và một số nhà sinh học, như việc bảo vệ đầy đủ từ trước đến nay. Một sửa đổi vào năm 1999 của Luật Săn bắn và Bảo vệ thiên nhiên hoang dã cho phép các tỉnh quản lý quần thể của tỳ linh; đến năm 2007, bảy kế hoạch được thành lập để quản lý tỳ linh bên ngoài các khu bảo tồn.

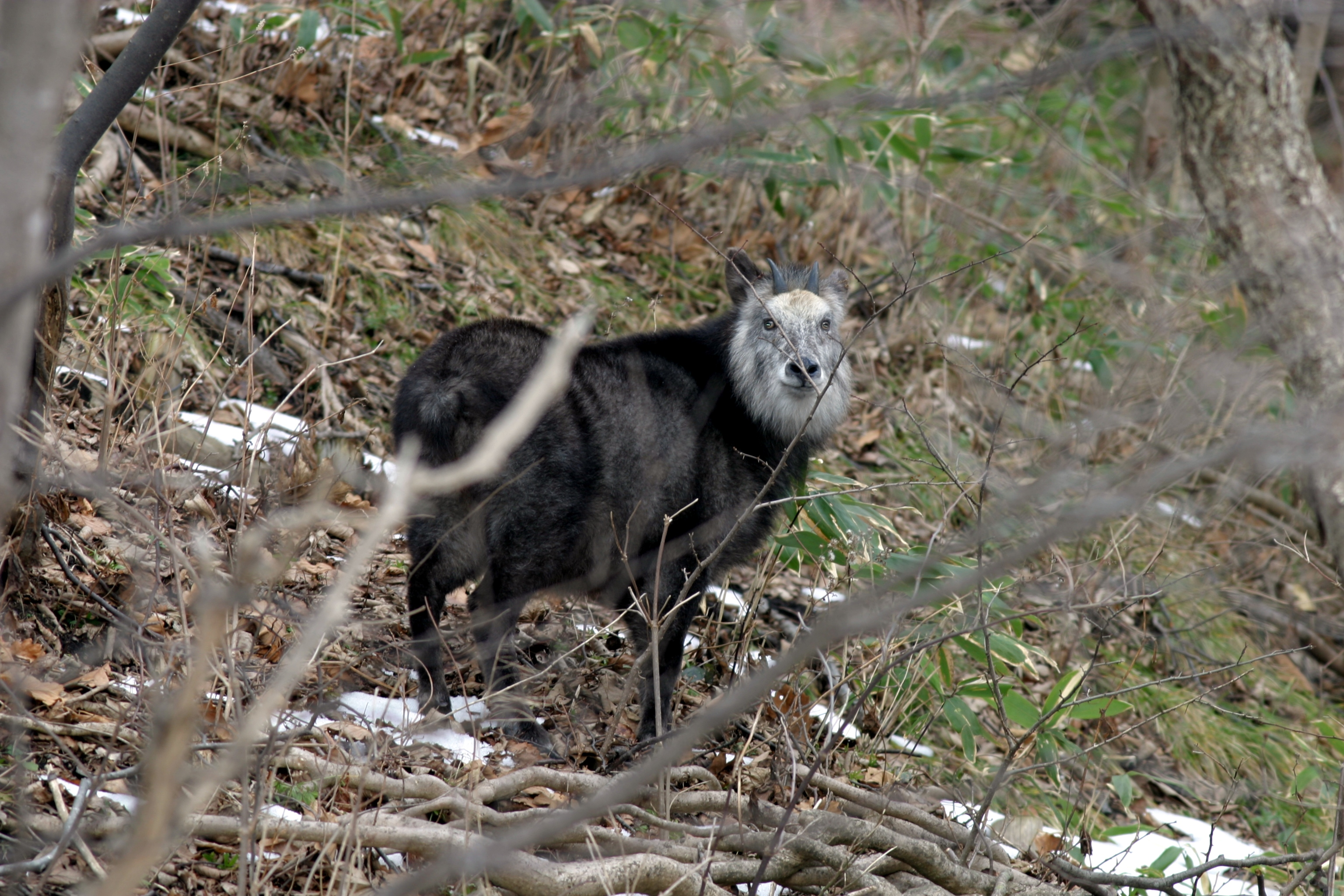
Cán bộ kiểm lâm than thở cây gỗ hư hại do tỳ linh gây ra (ảnh chụp tại Wakinosawa, Aomori).

Nhân viên kiểm lâm bắt đầu lo ngại rằng quần thể tỳ linh gia tăng phá hoại hoạt động tái trồng rừng kể từ sau thời kỳ chiến tranh, chúng ăn cây non trên các triền núi, là cây non hoàng đàn Nhật Bản, tuyết tùng Nhật Bản và thông đỏ Nhật Bản, là các loài cây trồng có giá trị thương mại cao. Tỳ linh cũng đã gây ra thiệt hại cho cây trồng nông nghiệp ở các thôn bản miền núi, khiến dân làng phản đối các nỗ lực bảo tồn loài. Thiệt hại do tỳ linh gây ra đối với rừng được mô tả trong hệ thống thuật ngữ liên quan tội phạm của Nhật Bản: phương tiện truyền thông đề cập đến những vấn đề như ningen to shika no sensō ("cuộc chiến giữa con người và hươu") và kamoshika sensō, ("cuộc chiến tỳ linh").
400 nhân viên kiểm lâm thất vọng trước hành động của chính phủ và các nhà bảo tồn. Trong thập niên 1980, họ khởi kiện với nội dung liên quan đến các thiệt hại do tỳ linh gây ra tại các đồn điền gỗ. Kiểm lâm tại tỉnh Gifu biện minh cho việc bắn tỳ linh ở chân, bắn như vậy sẽ không ra gây tử vong. Việc ước tính số lượng tỳ linh bị bắn rất khó khăn. Kiểm lâm cho rằng tỳ linh là một con vật có hại, và họ tức giận khi chính quyền can thiệp vào việc săn tỳ linh. Họ cáo buộc chính phủ và các chuyên gia động vật hoang dã cố gắng bảo vệ quá mức chúng, ngược lại các nhà bảo tồn phản đối cáo buộc của kiểm lâm biện minh sự tăng số lượng quần thể và mức độ thiệt hại lâm nghiệp của tỳ linh để thúc đẩy lợi ích cho chính họ.
Nhà bảo tồn Shin Gotō tin rằng khả năng tăng lên số lượng loài tỳ linh không tăng các vấn đề do quần thể loài gây ra, mà là nạn phá rừng đã thúc đẩy chúng ra khỏi khu vực cư trú trước đây. Tỳ linh mới chuyển đến khu vực dân cư và bắt đầu ăn cây trồng nông nghiệp và cây bách, trong đó chủ yếu ăn cây non. Chặt phá cây rừng gây ra nhiều vấn đề, như việc cắt ngắn cây sau khai thác đã tạo khu vực lý tưởng cho sự tăng trưởng nhanh thực vật thân thảo, từ đó thu hút động vật ăn cỏ. Tình hình dù tạm thời nhưng việc tái sinh cây rừng tầng cao giảm đi sau 15-20 năm, quần thể động vật ăn cỏ cùng sự tăng trưởng thực vật thân thảo không còn phát triển mạnh.
Trong thập niên 1990, khi diện tích rừng sụt giảm đã dẫn đến thiệt hại cho ngành lâm nghiệp và ảnh hưởng loài tỳ linh; đồng thời gia tăng sự phá hoại của hươu sao, lợn rừng, và khỉ Nhật Bản. Chỉ riêng tại tỉnh Kyushu, hươu sao cạnh tranh gặm cỏ và chồi non khiến tốc độ tăng trưởng của quần thể tỳ linh trở nên chậm đi.

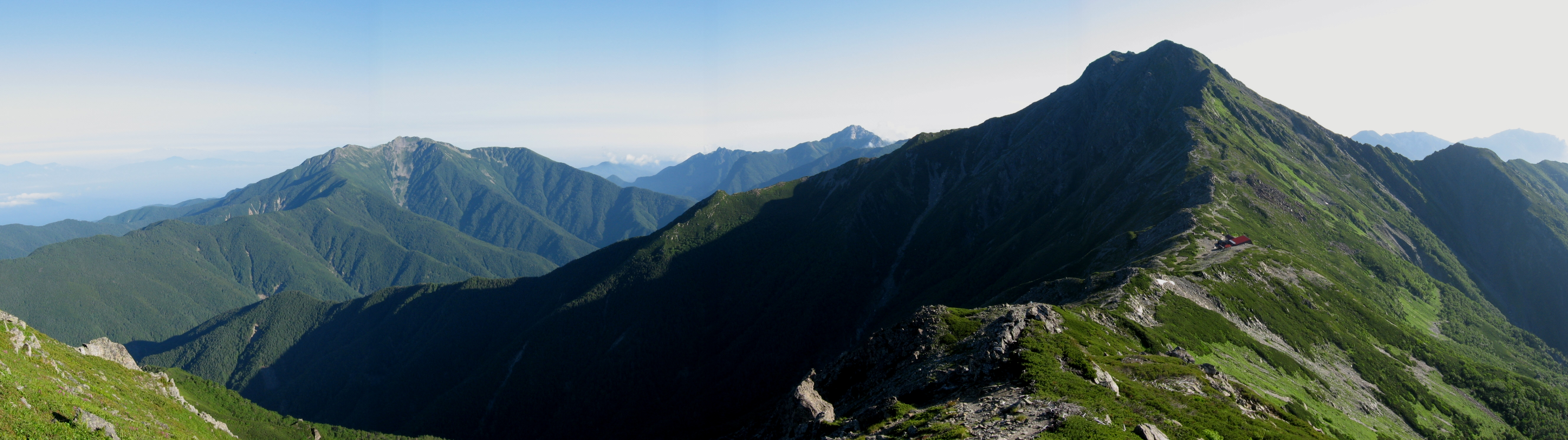
Các khu vực bảo tồn như Vườn quốc gia Minami Alps cung cấp một ngôi nhà an toàn cho loài C. crispus.

### Khu vực bảo tồn
| Tên                          | Tên                                                           | Thiết lập         | Kích thước ha (mẫu) | Tỉnh                                   |
| Tiếng Anh                    | Tiếng Nhật                                                    | Thiết lập         | Kích thước ha (mẫu) | Tỉnh                                   |
| ---------------------------- | ------------------------------------------------------------- | ----------------- | ------------------- | -------------------------------------- |
| Bán đảo Shimokita            | Shimokita Hantō (下北半島)                                    | tháng 4 năm 1981  | 37.300 (92.000)     | Aomori                                 |
| Vùng núi Kita-Ōu             | Kita-Ōu Sankei (奥羽山脈)                                     | tháng 2 năm 1984  | 105.000 (260.000)   | Aomori Akita Iwate                     |
| Vùng núi Kitakami Sankei     | Kitakami Sankei (北上山地)                                    | tháng 7 năm 1982  | 41.000 (100.000)    | Iwate                                  |
| Vùng núi Minami-Ōu           | Minami-Ōu Sankei (奥羽山脈)                                   | tháng 11 năm 1984 | 57.700 (143.000)    | Akita Iwate Yamagata Miyagi            |
| Vùng núi Asahi—Iide          | Asahi—Iide Sankei (朝日岳-飯豊山)                             | tháng 3 năm 1985  | 122.000 (300.000)   | Yamagata Fukushima Niigata             |
| Vùng núi Echigo—Nikkō—Mikuni | Echigo—Nikkō—Mikuni Sankei (越後駒ヶ岳 - 日光白根山 - 三国山) | tháng 5 năm 1984  | 215.200 (532.000)   | Fukushima Niigata Tochigi Gunma Nagano |
| Vùng núi Kantō               | Kantō Sanchi (関東山地)                                       | tháng 11 năm 1984 | 79.000 (200.000)    | Gunma Saitama Tokyo Yamanashi Nagano   |
| Minami Alps                  | Minami Arupusu (南アルプス国立公園)                           | tháng 2 năm 1980  | 122.000 (300.000)   | Yamanashi Nagano Shizuoka              |
| Kita Alps                    | Kita Arupusu (飛騨山脈)                                       | tháng 11 năm 1979 | 195.600 (483.000)   | Niigata Nagano Toyama Gifu             |
| Shirayama                    | Shirayama (白山)                                              | tháng 2 năm 1982  | 53.700 (133.000)    | Toyama Ishikawa Gifu Fukui             |
| Vùng núi Suzuka              | Suzuka Sanchi (鈴鹿山脈)                                      | tháng 9 năm 1983  | 14.100 (35.000)     | Shiga Mie                              |
| Vùng núi Ibuki—Hira          | Ibuki—Hira Sankei (伊吹-比良山地)                             | tháng 3 năm 1986  | 67.500 (167.000)    | Gifu Shiga Fukui Kyoto                 |
| Vùng núi Kii                 | Kii Sankei (紀伊山地)                                         | tháng 7 năm 1989  | 79.500 (196.000)    | Mie Nara Wakayama                      |
| Vùng núi Shikoku             | Shikoku Sanchi (四国山地)                                     | Chưa có           | -                   | Tokushima Kōchi                        |
| Vùng núi Kyushu              | Kyushu Sanchi (九州山地)                                      | Chưa có           | -                   | Ōita Kumamoto Miyazaki                 |

### Ý nghĩa văn hóa

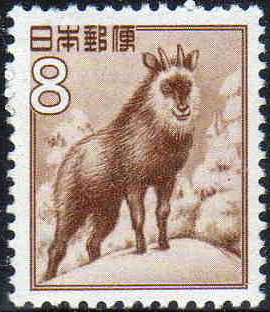
Tỳ linh Nhật Bản được in trên một con tem 8 ¥ năm 1952

Tỳ linh Nhật Bản được xem "báu vật sống của quốc gia trong rừng xanh", Các tổ chức hiệp hội đã chọn loài làm biểu tượng của Nhật Bản. Tỳ linh được xem như một loài thánh tích gợi lại nguồn gốc hình thành quần đảo Nhật Bản tách biệt với lục địa châu Á. Trong một cử chỉ ngoại giao mang tính tượng trưng vào năm 1973, chính phủ Trung Quốc tặng Nhật Bản một con gấu trúc lớn, và chính phủ Nhật Bản đã tặng lại hai con tỳ linh Nhật Bản. Những đô thị và các khu vực khác trên khắp Nhật Bản đã chọn tỳ linh làm biểu tượng địa phương.
Ở Nhật Bản, tỳ linh mang các tên gọi kamoshika hoặc kamoshishi. Loài có lịch sử lâu dài với nhiều tên gọi khác nhau, thường dựa vào sự xuất hiện của chúng, một số tên là "cừu núi", "hươu len", "bò chín đuôi", và "con quỷ bò". Tên địa phương để chỉ tỳ linh thì có rất nhiều, như là "quái thú nhảy múa", "quái thú ngu ngốc", hoặc "thằng ngốc". Người dân Nhật Bản thường mô tả tỳ linh "kỳ lạ" hay "bất thường", và loài được xem như một "sinh vật ảo" vì có xu hướng sống một mình trong rừng sâu xa xôi, cũng như tại các vùng núi cao hay xuất hiện để quan sát công nhân lâm nghiệp làm việc.
Tỳ linh nổi tiếng tại Nhật Bản về tốc độ và sự nhanh nhẹn. Vận động viên thể thao xuất sắc được so sánh với tỳ linh, không chỉ bởi sự nhanh nhẹn mà còn khả năng chạy nước rút. Công ty xe môtô Yamaha tung ra thị trường xe máy thể thao XT 225 có tên Yamaha Serow (tỳ linh Yamaha), loài là một nhân vật trong phim hoạt hình Công chúa Mononoke (1997) của đạo diễn Miyazaki, nhân vật chính đã sử dụng một sinh vật giống như tỳ linh làm ngựa cưỡi. Trong tiếng Nhật, từ ochiru mang cả hai nghĩa "trượt kỳ thi" và "thất bại"; tỳ linh có thể đứng vững chắc trên vách núi với bốn chân. Theo tín ngưỡng truyền thống, sinh viên Nhật thường mua thẻ bài omamori in hình một vết chân tỳ linh với hy vọng nhiều may mắn giúp họ vượt qua kỳ thi.

### Sách
- Abe, Hisashi, biên tập (2008). 日本の哺乳類 (Nihon no Honyuurui) [A Guide to the Mammals of Japan] (bằng tiếng Nhật). Tokai University. ISBN 978-4-486-01802-5.
- Burton, Maurice; Burton, Robert, biên tập (2002). International Wildlife Encyclopedia. Marshall Cavendish. tr. 2323–2324. ISBN 978-0-7614-7266-7.
- Grubb, P. (2005). "Order Artiodactyla". Trong Wilson, D.E.; Reeder, D.M (biên tập). Mammal Species of the World: A Taxonomic and Geographic Reference (ấn bản thứ 3). Johns Hopkins University Press. tr. 704. ISBN 978-0-8018-8221-0. OCLC 62265494.
- Honda, Katsuhisa; Tatsukawa, Ryo; Miura, Shingo (1987). "Heavy metal accumulation in wild Japanese serow". Trong Soma, Hiroaki (biên tập). The Biology and Management of Capricornis and Related Mountain Antelopes. tr. 365–387. ISBN 978-94-011-8030-6.
- Iijima, Masahiro; Tsuchiya, Kimiyuki (2010). 日本哺乳類大図鑑 (Nihon Honyuurui Daizukan) [The Encyclopedia of Wild Mammals in Japan] (bằng tiếng Nhật). ja [Kaiseisha]. ISBN 978-4-03-971170-0.
- Kishimoto, Ryosuke (2003). "Social monogamy and social polygyny in a solitary ungulate, the Japanese Serow (Capricornis crispus)". Trong Reichard, Ulrich H.; Boesch, Christophe (biên tập). Monogamy: Mating Strategies and Partnerships in Birds, Humans and Other Mammals. Cambridge University Press. tr. 147–158. ISBN 978-0-521-52577-0.
- Knight, John (2003). Waiting for Wolves in Japan: An Anthropological Study of People-Wildlife Relations: An Anthropological Study of People-Wildlife Relations. Oxford University Press. ISBN 978-0-19-158864-8.
- Lue, Kuang-Yang (1987). "The Biology and Management of Capricornis and Related Mountain Antelopes". Trong Soma, Hiroaki (biên tập). A preliminary study on the ecology of Formosan serow Capricornis crispus swinhoei. Springer Netherlands. tr. 125–133. doi:10.1007/978-94-011-8030-6_10. ISBN 978-94-011-8032-0.
- Maruyama, N.; Ikeda, H.; Tokida, K. (1997). "9.4 Japan". Trong Shackleton, David M. (biên tập). Wild Sheep and Goats and Their Relatives: Status Survey and Conservation Action Plan for Caprinae. IUCN. tr. 271–274. ISBN 978-2-8317-0353-4.[liên kết hỏng]
- Nawa, Akira (2009). 森の賢者カモシカ: 鈴鹿山地の定点観察記 (Mori no Kenja Kamoshika: Suzuka Sanchi no Teiten Kansatsu-ki) [Serow, Sage of the Forest: Record of Observation in the Suzuka Mountains] (bằng tiếng Nhật). Sunrise Publishing. ISBN 978-4-88325-389-0.
- Ono, Yūichi (2000). ニホンカモシカのたどった道: 野生動物との共生を探る (Nihonkamoshika no tadotta michi: Yasei doubutsu to no kyōsei wo saguru) [The Path Taken by the Japanese Serow: Exploring Symbiosis with Wildlife] (bằng tiếng Nhật). Chuokoron-Shinsha. ISBN 978-4-12-101539-6.

### Tạp chí
- Atoji, Yasuro; Suzuki, Yoshitaka; Sugimura, Makoto (tháng 12 năm 1988). "Lectin Histochemistry of the Interdigital Gland in the Japanese Serow (Capricornis crispus) in Winter" (PDF). Journal of Anatomy. Quyển 161 số 161. tr. 159–170. PMC 1262100. PMID 3254889.
- Doko, Tomoko; Chen, Wenbo (2013). "The Geographical distribution and habitat use of the Japanese serow (Naemorhedus crispus) in the Fuji-Tanzawa region, Japan" (PDF). Journal of Environmental Information Science. Quyển 41 số 5. tr. 53–62. Bản gốc (PDF) lưu trữ ngày 14 tháng 7 năm 2014. Truy cập ngày 21 tháng 7 năm 2015.
- Inoshima, Yasuo (2010). "Spatial and Temporal Genetic Homogeneity of Orf Viruses Infecting Japanese Serows (Capricornis crispus)". Journal of Veterinary Medical Science. Quyển 72 số 6. tr. 701–707. doi:10.1292/jvms.09-0467. Bản gốc lưu trữ ngày 26 tháng 11 năm 2022. Truy cập ngày 21 tháng 7 năm 2015.
- Jass, Christopher N.; Mead, Jim I. (ngày 15 tháng 12 năm 2004). "Capricornis crispus" (PDF). Mammalian Species. Quyển 750. American Society of Mammalogists. tr. 1–10. doi:10.1644/750. ISSN 1545-1410. Bản gốc (pdf) lưu trữ ngày 3 tháng 3 năm 2016. Truy cập ngày 21 tháng 7 năm 2015.{{Chú thích tạp chí}}:  Quản lý CS1: ref trùng mặc định (liên kết)
- Jiang, Zhaowen; Torii, Harumi; Takatsuki, Seiki; Ohba, Takahiro (2008). "Local Variation in Diet Composition of the Japanese Serow During Winter". Zoological Science. Quyển 25 số 12. tr. 1220–1226. doi:10.2108/zsj.25.1220.
- Min, M. S.; Okumura, H.; Jo, D. J.; An, J. H.; Kim, K. S.; Kim, C. B., Shin, N. S.; Lee, M. H.; Han, M. H.; Voloshina, I. V.; Lee, H. (2004). "Molecular Phylogenetic Status of the Korean Goral and Japanese Serow Based on Partial Sequences of the Mitochondrial Cytochrome b Gene". Molecules and Cells. Quyển 17 số 2. tr. 365–372. ISSN 0219-1032. PMID 15179056.{{Chú thích tạp chí}}:  Quản lý CS1: nhiều tên: danh sách tác giả (liên kết)
- Natori, Y.; Porter, W. P. (2007). "Model of Japanese Serow (Capricornis crispus) Energetics Predicts Distribution on Honshu, Japan". Ecological Applications. Quyển 17 số 5. tr. 1441–1459. doi:10.1890/06-1785.1. ISSN 1051-0761. PMID 17708220.
- Ochiai, K.; Susaki, K. (2002). "Effects of Territoriality on Population Density in the Japanese serow (Capricornis crispus)". Journal of Mammalogy. Quyển 83 số 4. tr. 964–972. doi:10.1644/1545-1542(2002)083<0964:eotopd>2.0.co;2. JSTOR 1383502.
- Togashi, Mikiko; Tsujimoto, Tsunenori; Yamauchi, Kiyoshi; Deguchi, Yoshitaka; Hashizume, Kazuyoshi; Kizaki, Keiichiro; Honjou, Sachika; Izaike, Yoshiaki; Osawa, Takeshi (2009). "Plasma and Fecal Sex Steroid Hormone Profiles During the Estrous Cycle in a Japanese Serow (Capricornis crispus)". Journal of Reproduction and Development. Quyển 55 số 4. tr. 412–417. doi:10.1262/jrd.20165.
- Sakae, C.; Ishida, T. (tháng 2 năm 2012). "Direct Evidence for Toxoplasma gondii Infection in a Wild Serow (Capricornis crispus) from Mainland Japan". Journal of Parasitology. Quyển 98 số 1. tr. 224–225. doi:10.1645/GE-2881.1. ISSN 1937-2345. PMID 21882974.
- Liu, Wei; Yao, Yong-fang; Yu, Qin; Ni, Qing-yong; Zhang, Ming-wang; Yang, Jian-dong; Mai, Miao-miao; Xu, Huai-liang (2013). "Genetic variation and phylogenetic relationship between three serow species of the genus Capricornis based on the complete mitochondrial DNA control region sequences". Molecular Biology Reports. Quyển 40 số 12. tr. 6793–6802. doi:10.1007/s11033-013-2796-8.

### Trang web
- Tokida, K. (2020). "Capricornis crispus". Sách đỏ IUCN về các loài bị đe dọa. 2020: e.T3811A22151909. doi:10.2305/IUCN.UK.2020-2.RLTS.T3811A22151909.en. Truy cập ngày 20 tháng 12 năm 2021.